# 漫水桥

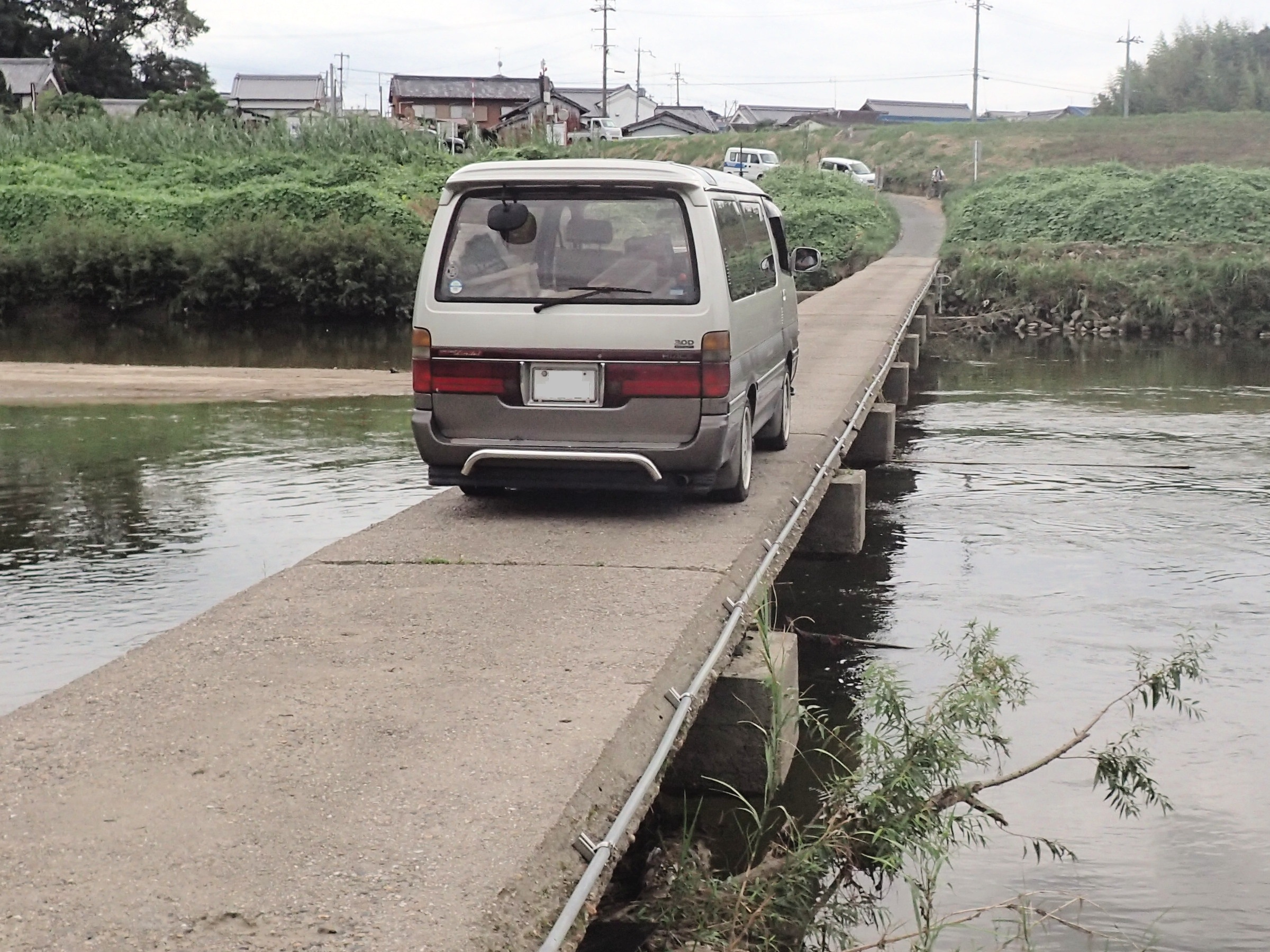
位於日本奈良縣大和川的一座漫水橋

漫水桥也称低水桥（英語：low-water bridge）是一种架高较矮的桥梁，多用于流量变化不大、且无航船需求的河流上。漫水桥的建造成本远比架高的普通桥梁要便宜，而且利于直接建在较低的河岸上，但缺点是在汛期时涨高的河水会很容易漫过桥面并使得桥上交通无法安全进行。
此類橋梁通常桥墩低矮、橋面寬平、護欄細小甚至沒有，建築成本較低；當河水水位上漲時，可減少洪水及夾帶泥沙的衝擊，也可減少橋梁損壞的機會。与没有桥梁的浅滩相比，漫水桥可以提供干燥并更加平直的跨河通道。

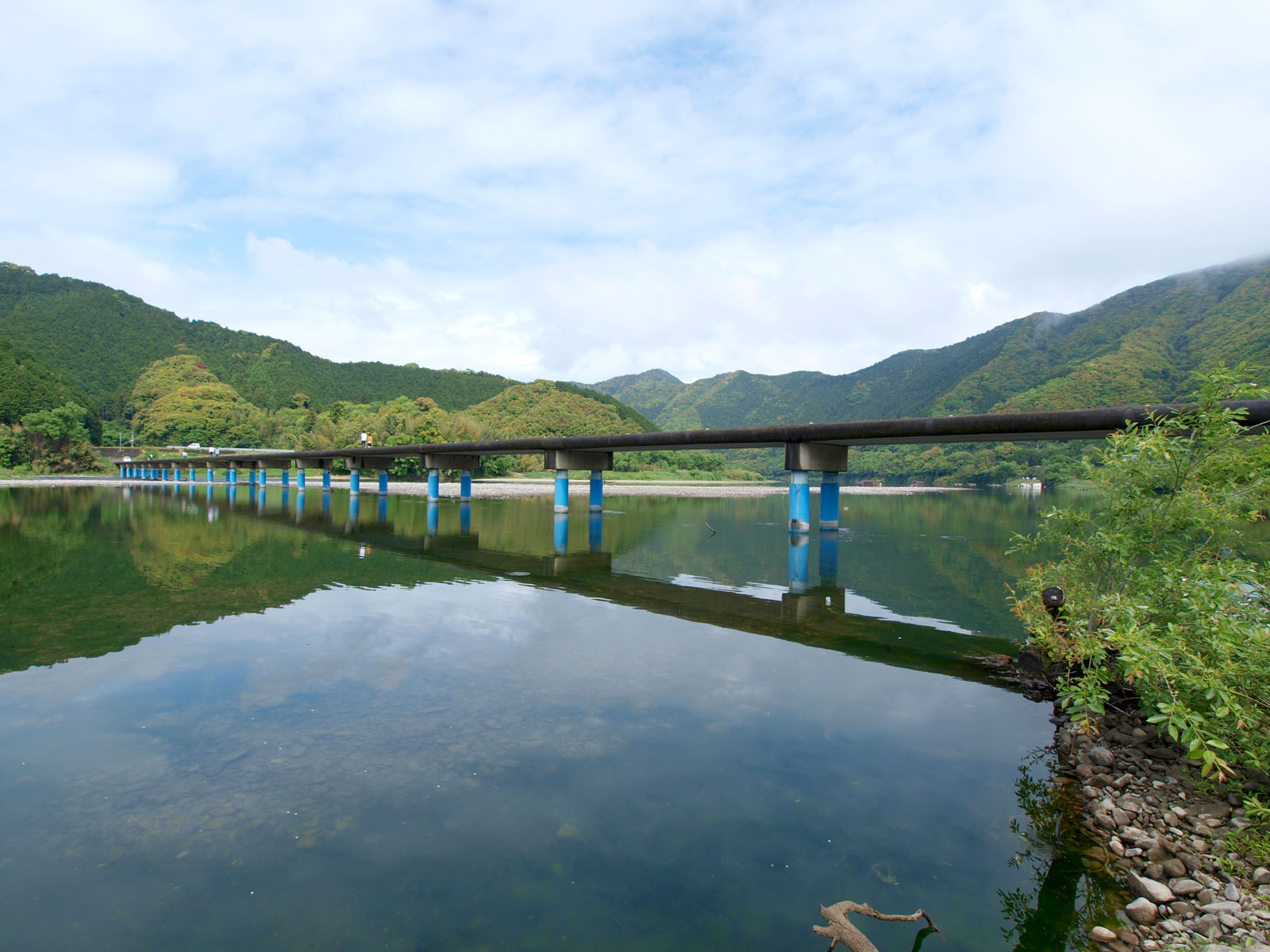
位於日本高知縣四萬十川的佐田沉下橋
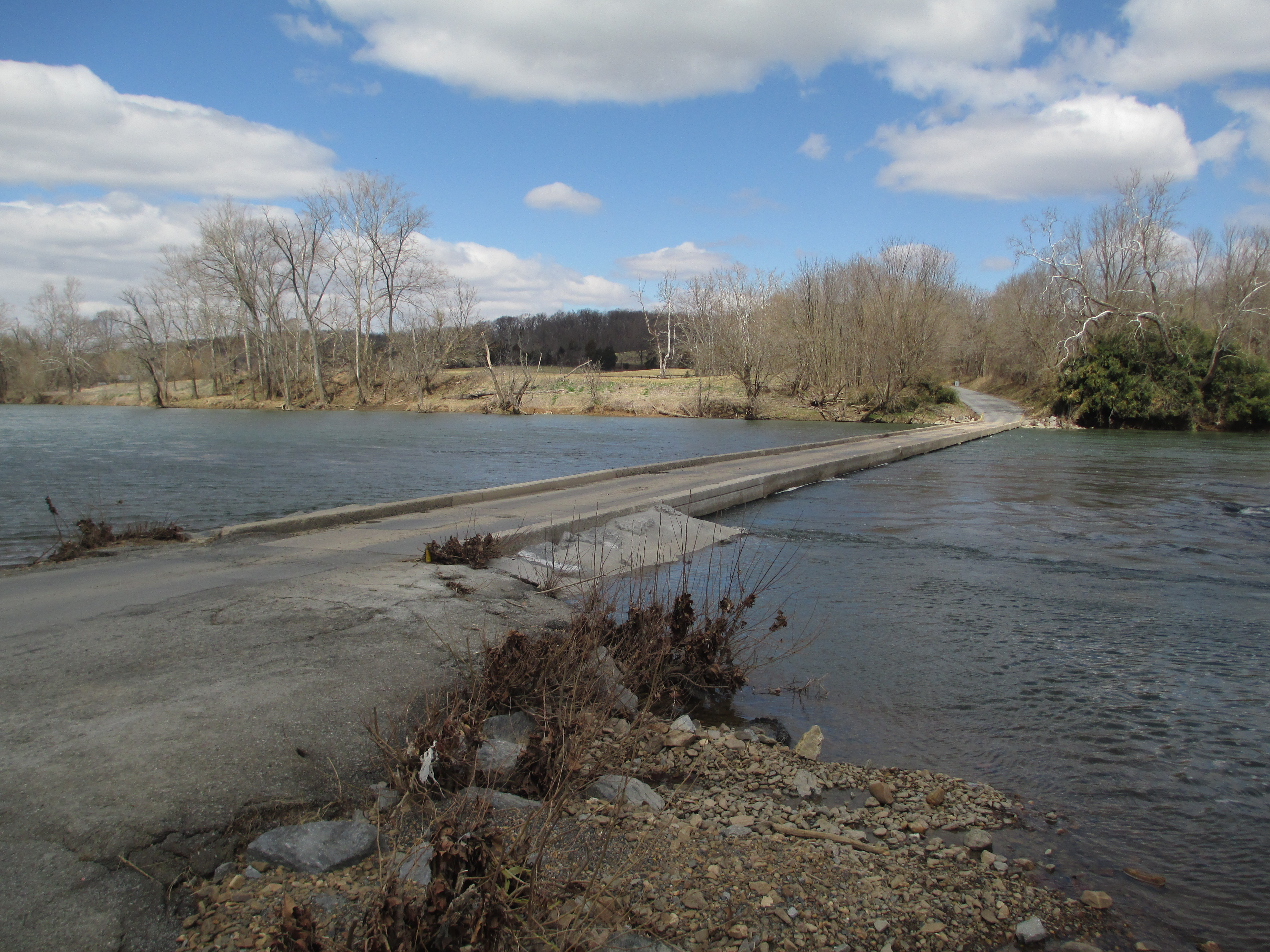
位於美國維吉尼亞州谢南多亚河的一座潛水橋